# Шорт-трек на зимових Олімпійських іграх 2018 — естафета (чоловіки)
Змагання з шорт-треку в естафеті серед чоловіків на зимових Олімпійських іграх 2018 відбуваються 13 та 22 лютого на льодовій арені «Каннин» (Каннин, Південна Корея).

## Результати

### Півфінали
Півфінали відбулись 13 лютого.
QA – кваліфікувались у фінал A
QB – кваліфікувались у фінал B
PEN – пенальті
| Місце | Півфінал | Країна         | Спортсмени                                                           | Час       | Нотатки |
| ----- | -------- | -------------- | -------------------------------------------------------------------- | --------- | ------- |
| 1     | 1        | Китай          | У Дацзінь Хань Тянью Жень Цзивей Сюй Хунчжи                          | 6:36.605  | QA      |
| 2     | 1        | Канада         | Самюель Жирар Шарль Амлен Шарль Курнуає Паскаль Діон                 | 6:41.042  | QA      |
| 3     | 1        | Казахстан      | Денис Никиша Нурберген Жумагазієв Абзал Ажгалієв Єркебулан Шамуханов | 6:47.727  | QB      |
| 5     | 1        | Нідерланди     | Шинкі Кнегт Дан Бреувсма Іцхак де Лаат Денніс Віссер                 | 9:99.99 ! | PEN     |
| 1     | 2        | Південна Корея | Хван Те Хон Кім До Кьом Квак Юн Гі Лім Хе Джун                       | 6:34.510  | QA, OR  |
| 2     | 2        | Угорщина       | Шаоан Лю Шандор Лю Шаолінь Віктор Кнох Чаба Бур'ян                   | 6:34.866  | QA      |
| 3     | 2        | США            | Джон Роберт Селскі Джон-Генрі Крюгер Томан Гонг Аарон Тран           | 6:36.867  | QB      |
| 4     | 2        | Японія         | Кейта Ватанабе Рьосуке Сакадзуме Кадзукі Йосінага Хірокі Йокояма     | 6:42.655  | QB      |

### Фінали

#### Фінал B (класифікаційний)
| Місце | Країна    | Спортсмени                                                           | Час      | Нотатки |
| ----- | --------- | -------------------------------------------------------------------- | -------- | ------- |
| 5     | США       | Джон Роберт Селскі Джон-Генрі Крюгер Томан Гонг Аарон Тран           | 6:52.708 |         |
| 6     | Казахстан | Денис Никиша Нурберген Жумагазієв Абзал Ажгалієв Єркебулан Шамуханов | 6:52.791 |         |
| 7     | Японія    | Кейта Ватанабе Рьосуке Сакадзуме Кадзукі Йосінага Хірокі Йокояма     | 7:02.554 |         |

#### Фінал A (медальний)
| Місце | Країна         | Спортсмени                                           | Час      | Нотатки |
| ----- | -------------- | ---------------------------------------------------- | -------- | ------- |
| 1     | Угорщина       | Шаоан Лю Шандор Лю Шаолінь Віктор Кнох Чаба Бур'ян   | 6:31.971 | OR      |
| 2     | Китай          | У Дацзінь Хань Тянью Жень Цзивей Сюй Хунчжи          | 6:32.035 |         |
| 3     | Канада         | Самюель Жирар Шарль Амлен Шарль Курнуає Паскаль Діон | 6:32.282 |         |
| 4     | Південна Корея | Хван Те Хон Кім До Кьом Квак Юн Гі Лім Хе Джун       | 6:42.118 |         |